# Declan Glass
Declan Glass (* 7. Juni 2000 in Edinburgh) ist ein schottischer Fußballspieler, der bei den Cove Rangers unter Vertrag steht.

## Karriere
Declan Glass wurde in Edinburgh geboren und wuchs in unmittelbarer Nähe in Tranent auf. In seiner Geburtsstadt begann er beim Hutchison Vale Boys Club mit dem Fußball spielen. Als Jugendlicher wechselte er später zu Dundee United. Hier unterschrieb er im Juli 2017 seinen ersten Profivertrag. Im Oktober 2017 gab er im Alter von 17 Jahren sein Debüt in der ersten Mannschaft, als er im Zweitligaspiel gegen den FC Dumbarton für Billy King eingewechselt wurde. Im weiteren Saisonverlauf kam er im April 2018 zu einem weiteren Einsatz gegen den FC St. Mirren, als er erneut für King eingewechselt wurde. Im Juli 2018 gelang ihm sein erstes Tor, als er im schottischen Ligapokal beim 4:0-Erfolg gegen Elgin City zum Endstand traf. Im Januar 2019 wurde Glass für ein halbes Jahr an den Drittligisten Airdrieonians FC verliehen. Für diesen debütierte er einen Tag später in der vierten Pokalrunde bei einer 0:3-Auswärtsniederlage gegen Celtic Glasgow im Paradise. In der Liga kam er für den Verein auf 12 Spiele und einem Tor in der Partie gegen den FC Stranraer am letzten Spieltag der Saison 2018/19. In der zweiten Jahreshälfte 2019 wurde Glass an den ambitionierten Viertligisten Cove Rangers verliehen. Für den späteren Meister und Aufsteiger in die dritte Liga am Ende der Saison 2019/20 kam er auf 16 Spiele und sechs Tore. Seit Januar 2020 steht Glass wieder im Trikot von Dundee auf dem Platz und feierte in diesem den Aufstieg in die Scottish Premiership.